# 에스엘에프앤씨
㈜에스엘에프앤씨(영어: SL FNC, INC.)은 대한민국의 데님 의류 전문 제조 기업으로, OEM(주문자 상표 부착 생산) 및 ODM(제조업자 설계 생산) 서비스를 제공한다. 2015년 4월 에스엘코리아로 설립되었고, 2022년 7월 ㈜에스엘에프앤씨로 상호를 변경하였다. 본사 소재지는 서울 중구 황학동이며 중국과 베트남에 각각 지사를 두고 있다.

## 상세
㈜에스엘에프앤씨는 브랜드 데님 의류 제작, 완제품 공급, 그리고 데님 관련 프로모션 활동을 주요 사업으로 추진하고 있다. 설립 초기부터 국내외 브랜드와의 협업을 통해 OEM 및 ODM 방식으로 데님 의류를 생산하며 성장했다. 2022년에는 고품질 맞춤 생산으로 (주)대현, 코오롱인더스트리(주) 및 20여개 브랜드와 협력하여 대형 유통망에 데님 의류를 공급하는 성과를 이루었다. 또한, 글로벌 시장 확대를 목표로 해외 바이어와의 협력을 강화하여 2024년에는 해외 수출 비중이 전체 매출의 20%까지 증가하였다.